# Hy
Hy（またはHylang）は、式をPythonのAST（抽象構文木）へ変換することで、PythonとLisp間でのやり取りができるように設計されたプログラミング言語Lispの方言のひとつである。HyはPython Conference（PyCon）2013でPaul Tagliamonteが発表した。
KawaやClojureにおいて、S式がJava仮想マシン（JVM）の抽象構文木にマッピングされるのと同様に、Hyは、Pythonの抽象構文に対する透過的なLispフロントエンドとして使用することが想定されている。Lispではコード自体をデータとして操作することが可能である（メタプログラミング）ため、Hyをドメイン固有言語（DSL）として使用することができる。Hyのコードは、コンパイル時に両言語のコードをPythonのASTにステップ変換するため、標準ライブラリを含むPythonのライブラリにインポートしたり、ライブラリからHyのコードにアクセスしたりすることが可能である。

## コード例
以下はHy言語のドキュメントからの引用である。
```
=>
 
(
print
 
"Hy!"
)

Hy!

=>
 
(
defn 
salutationsnm
 
[
name
]
 
(
print
 
(
+
 
"Hy "
 
name
 
"!"
)))

=>
 
(
salutationsnm
 
"YourName"
)

Hy
 
YourName!

```